# Змій (Marvel Comics)
Змій (англ. Serpent), також відомий як Кул Борсон (англ. Cul Borson) — вигаданий персонаж, суперлиходій, що з'являється в коміксах американського видавництва Marvel Comics. Зазвичай зображуваний як ворог Одіна і Тора, Змій також вступив у конфлікт з Месниками. Він є братом Одіна, а також дядьком Тора, Тіра, Бальдра, Локі та Анжели. Він відомий як скандинавський Бог страху.

## Історія публікації
Змій вперше з'явився в коміксі «Fear Itself» #1 (червень 2011) та вигаданий Стюартом Іммоненом і Меттом Фрекшном.

## Сили й вміння
Кул Борсон володіє всіма традиційними атрибутами асґардійського бога. Однак, як син Бора, багато з цих атрибутів значно перевершують ті, якими володіє більшість представників його раси. Він володіє достатньою надлюдською силою, щоб розтрощити щит Капітана Америки голими руками. Кул володіє здатністю маніпулювати магією, оскільки був здатний телепортуватися, оживляти мертвих і перетворюватися на гігантську змію. Як Бог Страху, він міг поглинати страх інших людей, щоб підсилити себе.

## Огляди

### Визнання
- 2020: CBR поставив Кула на 9 місце у своєму списку «10 богів-убивць Marvel Comics, з найбільшою кількістю жертв»[4].

## Поза коміксами

### Телебачення
- Змій з'являється в анімаційному серіалі «Вартові галактики», його озвучує Робін Аткін Даунс. Семисерійна сюжетна арка, що починається з епізоду «Параноїк» і закінчується фіналом серіалу «Лише одна перемога», зображує його втечу з ув'язнення в царстві Темного Яструба й напад на Асґард, що приводить його в конфлікт з групою, що складається з головних Вартових галактики, Месників і Таноса, серед інших; Змій посадив Світове дерево як саджанець, який він згодом зіпсував у теперішньому, щоб закріпити свій контроль над Асґардом. Однак, врешті-решт, Ґрут використовує меч Драконяче ікло в зіпсованому Світовому дереві, щоб очистити його, що змушує Змія постаріти та перетворитися на пил[5][6][7][8][9][10][11].

### Відеоігри
- Кул Борсон з'являвся у відеогрі «Marvel Avengers Alliance»[12].